# Pyrolachnus pyri
Pyrolachnus pyri är en insektsart. Pyrolachnus pyri ingår i släktet Pyrolachnus och familjen långrörsbladlöss. Inga underarter finns listade i Catalogue of Life.